# Banque Lombard Odier
Le groupe Lombard Odier est un groupe bancaire suisse indépendant, fondé en 1796, dont le siège social est situé à Genève. Ses activités sont organisées autour de trois pôles : la banque privée (gestion de fortune), la gestion d'actifs (gestion de fonds de placement principalement) et les services de back et middle-office pour le compte d'autres institutions financières (notamment des services informatiques bancaires). En cumulant les encours gérés au travers de ces trois pôles, le groupe fait état d'environ 300 milliards de francs suisses d'actifs sous gestion en 2023, ce qui en fait l'un des principaux acteurs du domaine financier en Suisse. Le groupe propose ses services à une clientèle privée et institutionnelle.
Plus ancienne banque privée à Genève, le groupe est issu de la fusion en 2002 de la banque Lombard, Odier & Cie avec la banque Darier, Hentsch & Cie, cette dernière ayant été initialement fondée en 1796 par Henri Hentsch. L'établissement ainsi créé, qui portait le nom « Lombard, Odier, Darier, Hentsch & Cie » à partir de 2002, a simplifié sa raison sociale en 2010 pour devenir le Groupe Lombard Odier. Pour autant, l'établissement continue de faire figurer sur son logo officiel les quatre noms d'origine.
Depuis 2014, la banque dispose d'un statut de société en commandite par actions. Le Groupe Lombard Odier est juridiquement un holding de droit suisse, portant depuis 2016 la raison sociale « Compagnie Lombard Odier SCmA ». Ce holding détient lui-même l'ensemble des sociétés du groupe, notamment la banque « Lombard, Odier & Cie SA », ainsi que la société « Lombard Odier Asset Management (Europe) Limited » à Londres, qui constitue la branche de gestion d'actifs du groupe. « Lombard Odier Investment Managers » (LOIM) est le nom sous lequel le groupe est connu au niveau international dans le domaine de la gestion d'actifs.
Le groupe Lombard Odier a démarré son implantation internationale en 1951 en ouvrant progressivement de nombreuses filiales en Amérique, en Europe et en Asie. Disposant d'un vaste réseau de collaborateurs, le groupe employait environ 2 720 salariés dans le monde en 2022.

## Histoire

### Les familles fondatrices

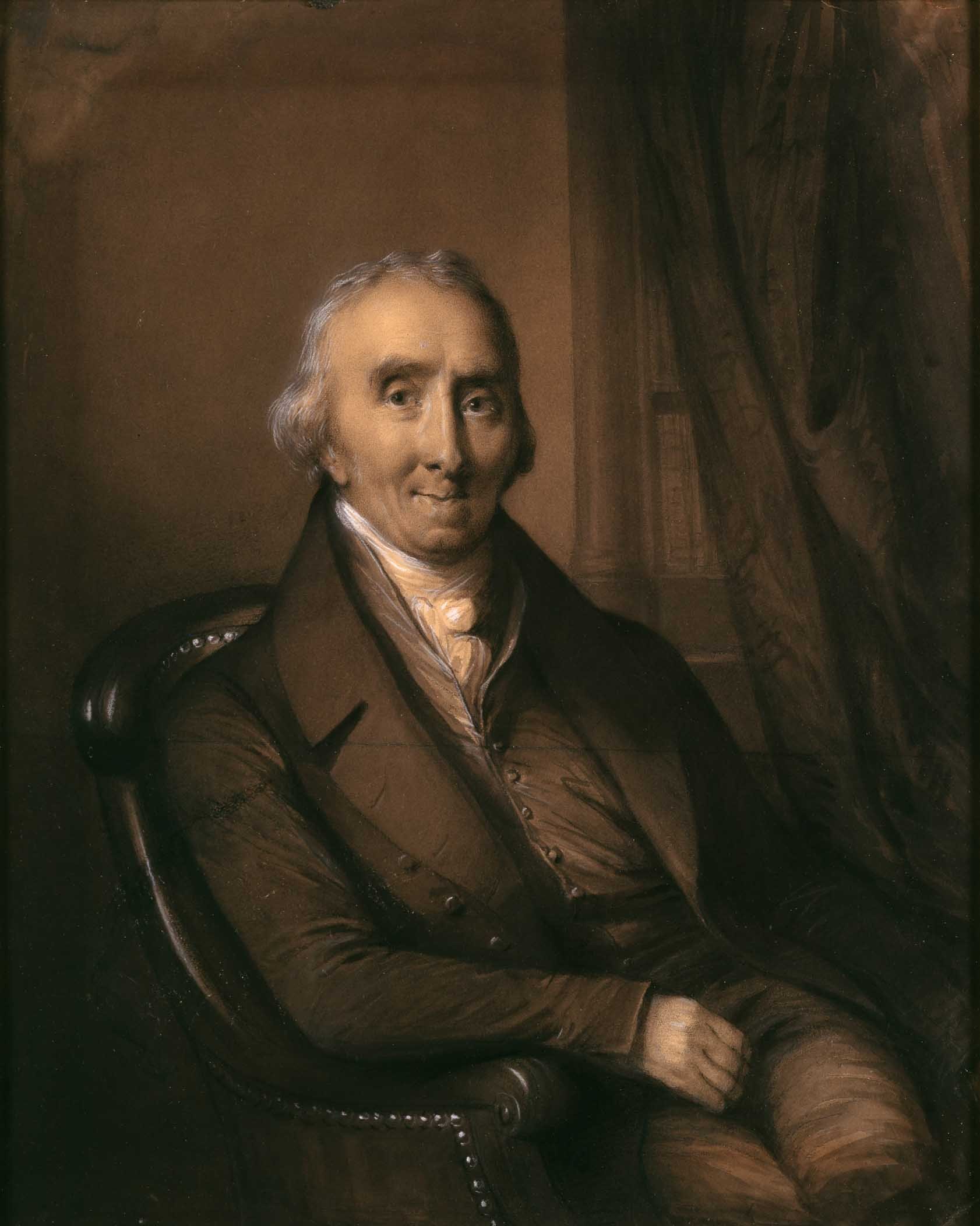
Jean-Gédéon Lombard (1763-1848)

La famille Lombard (à l'origine : Lombardi) arrive à Genève en 1573 depuis Tortorella (Italie du Sud) où elle subit des persécutions religieuses,. Les deux fils de Theodoro Lombardi, César et Marc-Antoine Lombard, pratiquent le dressage et le commerce de chevaux et reçoivent le titre de Bourgeois de Genève en 1589 pour service rendu dans la lutte contre le duc de Savoie. Jean-Gédéon Lombard, issu de la 6e génération descendant de César Lombard, devient associé de la banque Hentsch, Lombard & Cie en 1798, marquant l'entrée de la famille Lombard dans le domaine de la banque genevoise.
La famille Odier est signalée à Genève vers 1714, date à laquelle Antoine Odier acquiert la bourgeoisie genevoise. La famille provient de Pont-en-Royans, en France. Les membres de la famille occupent des fonctions d'hommes politiques, de médecins, d'artistes, d'ingénieurs puis de banquiers. Charles Odier devient associé de la banque Lombard, Bonna & Cie en 1830, qui devient alors Lombard, Odier & Cie.
La famille Darier arrive à Genève en 1738 depuis la région du Dauphiné en France. Louis Darier meurt accidentellement peu avant la naissance de son fils, Hugues Darier, qui s'illustre dans l'horlogerie et obtient le titre de bourgeois de Genève en 1787. Jules Darier-Rey, petit-fils de Hugues, devient associé en 1873 de la banque Chaponnière & Cie. L'établissement devient Darier, Chaponnière & Cie en 1875 puis Darier & Cie en 1880. Un autre fils d'Hugues Darier, Jean-Louis Darier (1766-1825), participe plus tôt aux débuts de la banque Ferrier, Lullin & Cie en 1795, mais cette maison reste sans lien avec l'actuel groupe Lombard Odier.
La famille Hentsch arrive à Genève vers 1758 lorsque Benjamin-Gottlob Hentsch, pasteur, émigre de Basse-Lusace pour devenir précepteur en Suisse. Son fils, Henri Hentsch (1761-1835), fonde la banque familiale en 1796, à l'origine de l'actuel Groupe Lombard Odier.

### 1796-1800: les origines de la banque

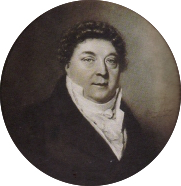
Henri Hentsch (1761-1835)

À partir de 1789, les métiers du commerce et de la finance à Genève sont touchés par la Révolution française,. En 1793, Henri Hentsch est arrêté par les révolutionnaires genevois et s'exile momentanément à Nyon où il démarre un commerce de négoce de soierie avec un associé, Edmé Mémo,,. Malgré un contexte de difficultés économiques et une hausse du chômage, Henri Hentsch revient à Genève pour y fonder le 11 janvier 1796 la banque Henri Hentsch & Cie (en) à l'âge de 35 ans,,. L'établissement, désigné comme une maison de « Soieries et Commissions », pratique dans un premier temps le commerce de la soie en parallèle de son activité de banque, un schéma classique pour l'époque, mais abandonne rapidement le commerce pour se concentrer sur son unique activité bancaire,. L'établissement permet aux commerçants de contracter des prêts, de négocier leurs créances, de régler des lettres de change et permet plus largement d'organiser le négoce de métaux précieux et de réaliser des opérations de change dans un contexte où plusieurs monnaies ont cours à Genève.
Le 26 avril 1798, la République de Genève est annexée par la France de Napoléon Bonaparte. Jean-Gédéon Lombard, cousin de Henri Hentsch, est alors membre du Conseil administratif de la ville. D'abord fondé de pouvoir de Henri, Jean-Gédéon s'associe avec lui le 19 juin 1798 : l'établissement prend alors le nom de Henri Hentsch & Lombard. Les deux associés divergent peu après sur la stratégie à adopter dans un contexte de dégradation de l'économie locale : Jean-Gédéon Lombard souhaite limiter les risques et se concentrer sur les opérations de change génératrices de commissions fixes, tandis que  Henri Hentsch, réputé pour son caractère énergique et entreprenant, envisage de se tourner vers le marché étranger, notamment pour financer des opérations menées par l'Empire français. Les deux associés se séparent à l'amiable le 22 septembre 1800 : la banque reprend le nom de Henri Hentsch & Cie, tandis que Jean Gédéon Lombard s'associe à son beau-frère Jean-Jacques Lullin pour créer la banque Lombard Lullin & Cie,.

### Lombard, Odier &Cie
La banque Lombard, Lullin & Cie souffre de la conjoncture économique au cours de ses premières années d'établissement. Dès 1800, la faillite de la maison Corsanges à Lyon fait perdre 30 000 francs à Jean-Gédéon Lombard et provoque la ruine de Jean-Jacques Lullin. Pour autant, l'établissement parvient à poursuivre ses activités. Jean-Jacques Lullin quitte la banque le 31 décembre 1815 mais en reste commanditaire jusqu'à son décès en 1837. L'établissement prend ainsi à partir de 1816 le nom de Jean-Gédéon Lombard & Cie jusqu'au 1er janvier 1826, date à laquelle Jean-Gédéon Lombard s'associe à Paul-Frédéric Bonna : la banque prend alors le nom de Lombard, Bonna & Cie. Le 31 mars 1830, Paul Frédéric Bonna quitte l'établissement pour fonder sa propre banque, Bonna & Cie, qui restera active pendant près d'un siècle avant de connaître des difficultés et d'être absorbée en 1920 par Hentsch & Cie.

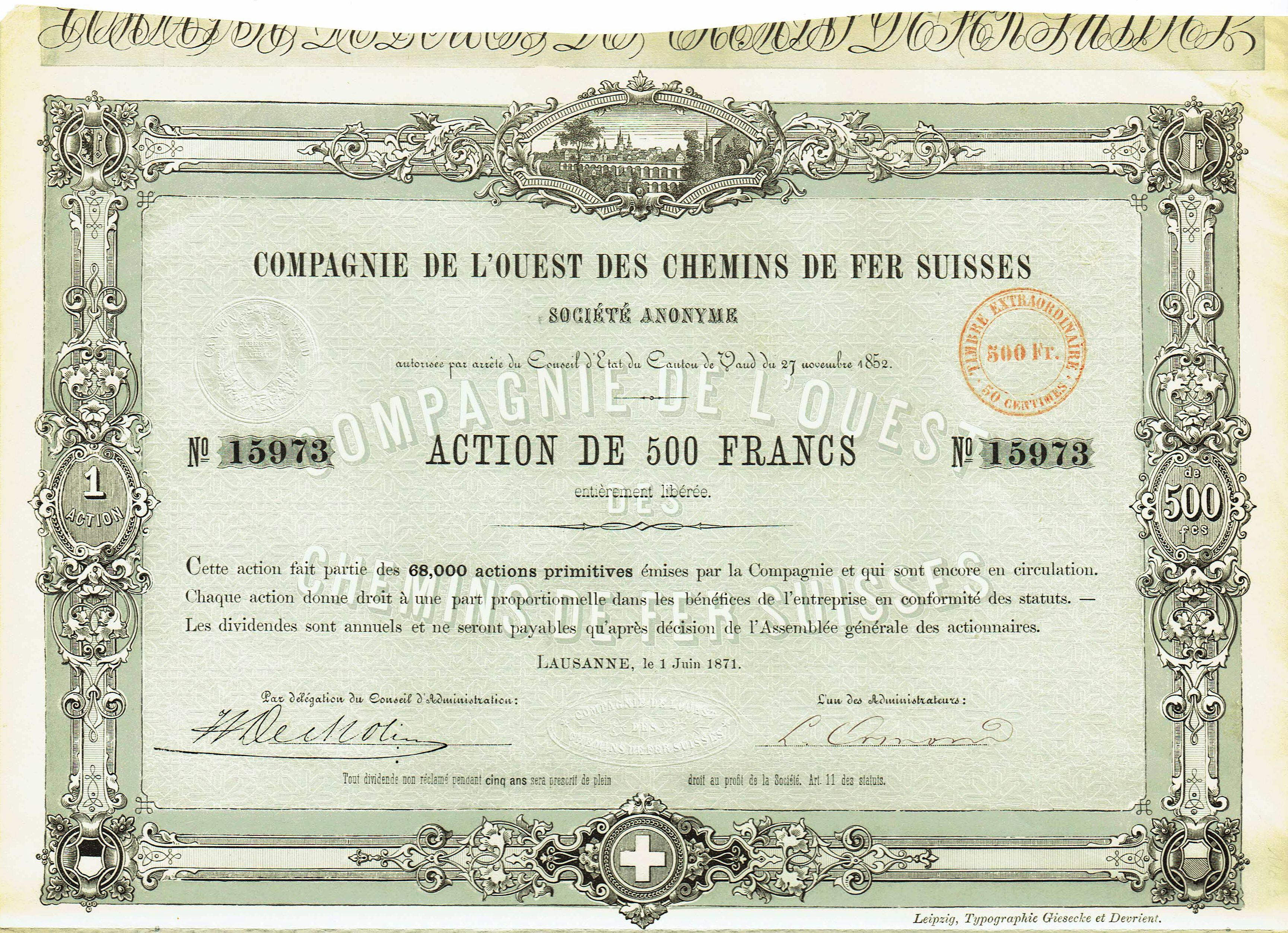
Action de 500 francs de la Compagnie de l'Ouest-Suisse dont Charles Odier fut administrateur de 1852 à 1872.

En 1830, Jean-Gédéon Lombard, âgé de 66 ans, transmet la banque à son fils aîné Jean-Eloi Lombard. Celui-ci nomme 1er avril 1830 Charles Odier au rang d'associé-gérant : la banque devient dès lors Lombard, Odier & Cie,. Charles Odier, qui a alors 25 ans, avait appris le métier de banquier au sein de l'établissement Gabriel Odier & Cie tenu par un cousin à Paris et possède un important patrimoine issu de la bonne marche de la maison « F. Courant et Odier » qu'il a fondée en 1825 au Havre pour importer du coton des États-Unis. Jean-Eloi Lombard se consacre aux affaires locales tandis que Charles Odier s'intéresse aux affaires internationales, notamment grâce aux contacts qu'il a conservés aux États-Unis. Sous la direction de Jean-Eloi Lombard et de Charles Odier, la banque finance de grands travaux d'infrastructures qui caractérisent la révolution industrielle. En 1834, Lombard, Odier & Cie cofinance les travaux du canal de Roanne à Digoin, opération qui ne fut pas profitable malgré son aboutissement, puis se lance notamment dans le financement des chemins de fer. De 1852 à 1872, Charles Odier devient ainsi administrateur de la compagnie des chemins de fer de l'Ouest-Suisse.
En 1834, Alexandre Lombard, troisième fils de Jean-Gédéon Lombard, intègre le collège des associés de la banque à l'âge de 24 ans. Il oriente pour sa part Lombard, Odier & Cie vers le marché américain, à une époque où la conquête de l'Ouest nécessite également la construction et le financement de grandes infrastructures, routes, rails et canaux. Cette orientation, jugée risquée à la sortie de la crise financière américaine de 1837, se révèle gagnante dix ans plus tard avec la dégradation du contexte politico-économique en Europe à la suite des révolutions de 1848, alors que les États-Unis connaissent pour leur part une forte expansion. Alexandre Lombard privilégie le financement des compagnies de chemins de fer américaines. La banque diffuse régulièrement auprès de ses clients des lettres contenant les cotations boursières internationales, alors difficilement accessibles. En 1857, les associés de Lombard, Odier & Cie participent à la création de la Bourse de Genève.
Le 1er décembre 1859, James Odier, fils unique de Charles Odier, devient associé de la banque après avoir effectué un voyage aux États-Unis en 1854 et s'être marié en 1856 à Blanche Lombard, fille de Jean-Eloi. James Odier poursuit l'ancrage de Lombard, Odier & Cie dans les placements américains. Il entre en 1870 au conseil exécutif de la succursale genevoise de la future Banque de Paris et des Pays-Bas, et cofonde en 1872 avec Jules Darier-Rey la Genevoise Compagnie d'Assurance sur la Vie, qui sera présidée ultérieurement par son fils Émile puis son petit-fils Edmond. Alexis Lombard, fils de Jean-Eloi Lombard et beau-frère de James Odier, devient pour sa part associé en 1866. Il devient membre fondateur de la Chambre de commerce de Genève en 1872, crée la Banque genevoise de prêts et dépôts en 1881 et devient membre du conseil de la Banque nationale suisse lors de sa création en 1907. Alexis Lombard et James Odier restent associés de la banque pendant plus d'un demi-siècle, continuant d'assurer la gestion de l'établissement pendant la Première Guerre mondiale, alors que leurs descendants Albert Lombard et Émile Odier sont mobilisés au sein de l'armée suisse pour surveiller les frontières du pays. Au cours de la guerre, le volume d'affaires est irrégulier pour la banque, qui passe néanmoins la période sans encombre majeur grâce à la solidité du franc suisse et de la neutralité du pays qui permet aux banques suisses de faire office de refuges en Europe. La banque reste par ailleurs principalement exposée à des investissements aux États-Unis qui ne sont pas directement affectés par le conflit. Au début du XXe siècle, Lombard, Odier & Cie dispose de seulement 16 employés et trois garçons de bureau, ce qui en fait néanmoins à cette époque l'une des principales banques privées de Genève.

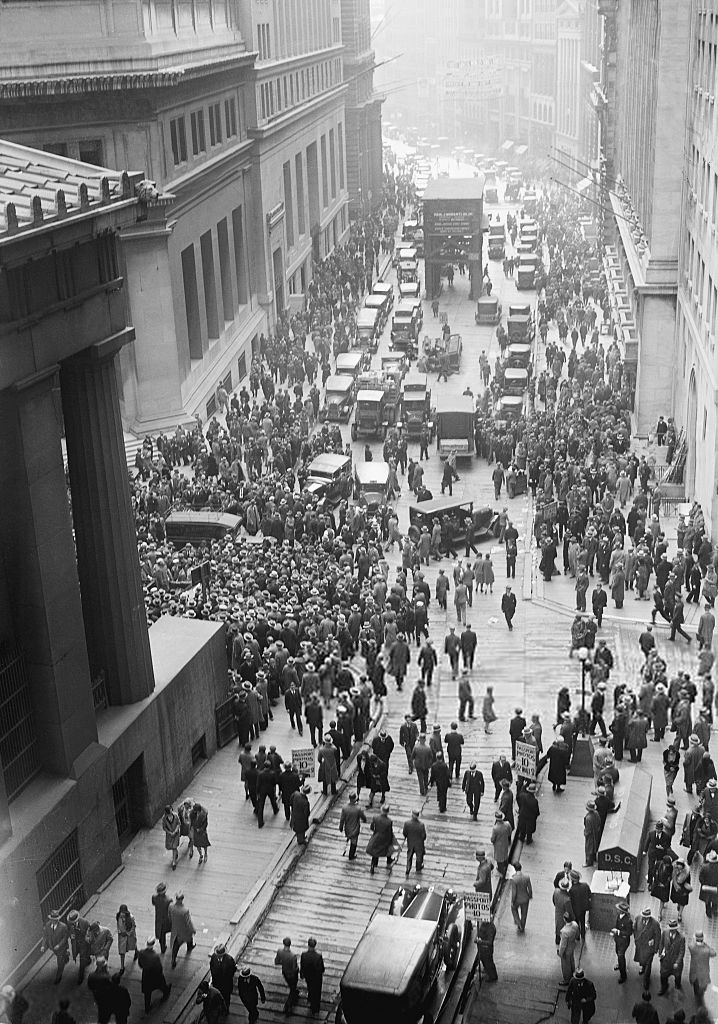
Le krach de 1929 a d'importantes répercussions en Europe et sur les banques suisses.

Après la Grande Guerre, la direction de la banque est poursuivie par Émile Odier, associé depuis 1890, Albert Lombard, associé depuis 1908, Jean Lombard, cousin germain d'Albert, associé depuis 1913 et Edmond Odier, fils d'Émile, associé à partir de 1919. En 1921, Lombard, Odier & Cie absorbe la banque Lenoir, Julliard & Cie créée en 1795. En 1929 et au début des années 1930, la place financière suisse est affectée par le krach de 1929 à Wall Street et la Grande Dépression américaine, qui affectent l'ensemble de l'Europe. Plusieurs banques suisses sont recapitalisées ou doivent fermer, comme la Banque de Genève (1931) ou le Comptoir d'Escompte de Genève (1934). Lombard, Odier & Cie, affectée par son exposition aux marchés américains, mais désireuse de montrer qu'elle ne se défausse pas de ses difficultés, change de statuts en 1933 pour devenir une société en nom collectif qui rend l'ensemble des associés-gérants responsables sur leurs biens personnels en cas de faillite. Néanmoins, la banque évite ce scénario. En 1937, au décès d'Edmond Odier, sa femme Francine Odier-Dunant devient associée non-gérante de l'établissement pour que celui-ci puisse conserver sa raison sociale, et conserve ce statut jusqu'à ce que son fils, Marcel Odier, lui succède en 1948.
Au déclenchement de la Seconde Guerre mondiale en 1939, la banque Lombard, Odier & Cie compte 75 collaborateurs, dont 38 sont mobilisés par l'armée suisse. En 1940, Georges Lombard devient associé mais est également mobilisé. La banque absorbe en 1941 la SAGED, amenant Richard Pictet, Jean E. Bonna (arrière-petit-fils de Frédéric Bonna), André Aubert et Raymond Barbey au rang d'associés de la banque Lombard, Odier & Cie. Comme lors du précédent conflit mondial, la banque parvient à traverser la période grâce à la neutralité du pays qui confère aux banques suisses un rôle de refuge pour les capitaux aussi bien nationaux qu'étrangers.
Après la Seconde guerre mondiale, Marcel Odier, fils aîné d'Edmond Odier, rejoint en 1948 George Lombard au rang d'associé. Les archives de la banque permettent d'estimer qu'en 1950, les avoirs de sa clientèle privée atteignent près d'un milliard de francs suisses et proviennent principalement de Suisse, de France et de Belgique. Sous la direction de Marcel Odier, la banque s'internationalise, ouvre en 1951 une première filiale à Montréal et met sur pied un premier fonds d'investissement en immobilier canadien destiné à sa clientèle privée. En 1957, Thierry Barbey devient associé de la banque puis, en 1961, son cousin germain Yves Oltramare accède au même statut. Ceux-ci créent une branche d'analyse financière au sein de la banque et orientent Lombard, Odier & Cie vers une nouvelle activité de gestion de fonds de placement destinés à une clientèle d'investisseurs institutionnels alors naissants (organismes de retraite et compagnies d'assurance, entre autres). Dans ce cadre, Lombard, Odier & Cie lance régulièrement des fonds dans lesquels les investisseurs institutionnels peuvent placer l'argent qu'ils doivent gérer (ancêtres des fonds de placement modernes). Avec l'arrivée de Jean-François Chaponnière, Alain Patry et Fernand Oltramare au rang d'associés en 1964, puis de Laurent Dominicié et Pierre Keller en 1970, la banque poursuit son développement auprès de la clientèle institutionnelle internationale et ouvre des filiales en Amérique, en Europe, au Moyen-Orient et en Asie. En 1983, Lombard, Odier & Cie lance à destination de la clientèle institutionnelle un fonds dénommé « SCI/TECH » en collaboration avec Merrill Lynch Asset Management et Nomura Capital Management : le fonds collecte à son lancement 835 millions de dollars, ce qui constitue alors la plus grande levée de fonds dans l'histoire des fonds de placement. À la fin des années 1990, Lombard, Odier & Cie compte environ 800 salariés, dont 600 à Genève et 200 dans les bureaux extérieurs. L'établissement fusionne avec Darier, Hentsch & Cie en 2002.

### Darier, Hentsch &Cie

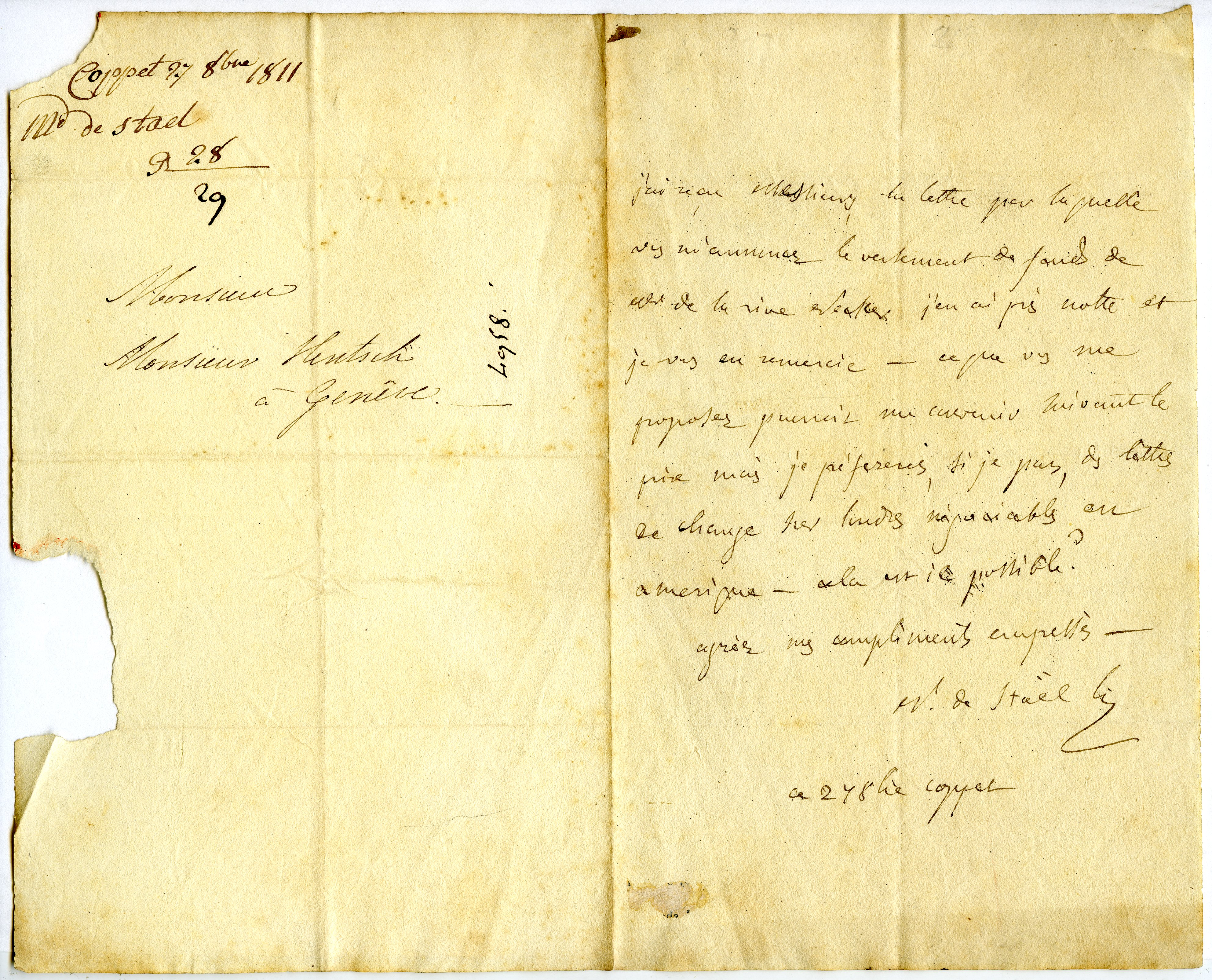
Lettre de Madame de Staël à Henri Hentsch (1811).

De son côté, Henri Hentsch se tourne à partir de 1800 dans le financement de l'Empire français. La banque Henri Hentsch & Cie organise notamment des transferts de fonds en Italie, où l'Empire s'étend. Grâce à ses activités, Henri Hentsch dispose de relations développées avec la haute société française. En 1812, il fonde à Paris la banque Henri Hentsch, Blanc & Cie puis s'installe l'année suivante dans la capitale française en délégant la direction de sa banque genevoise à ses trois fils,. En 1826, il fonde une seconde banque parisienne, Hentsch, Lecointe, Desarts & Cie. À son décès le 14 août 1835, ses fils deviennent formellement associés de la banque Hentsch & Cie à Genève, mais ne reprennent pas la direction des établissements que leur père a fondés dans la capitale française.
En 1854, l'un des petits-fils d'Henri Hentsch, Jean-Alexis Henri Hentsch, âgé de 36 ans, décide de partir à la découverte de l'Ouest américain après douze ans à la tête de la banque familiale à Genève. La direction de la banque est alors confiée à son frère. Après un long périple, le jeune Hentsch s'installe à San Francisco, qui connaît l'époque de la ruée vers l'or. Il y ouvre une banque qu'il nomme Hentsch & Cie. L'affaire est un succès. Il est nommé Consul honoraire de la Suisse à San Francisco en 1859 puis revient à Genève en 1873, où il fonde la Swiss American Bank, qui deviendra la maison-mère de la banque Hentsch & Cie de San Francisco, sans rapport toutefois avec l'actuel groupe Lombard Odier.

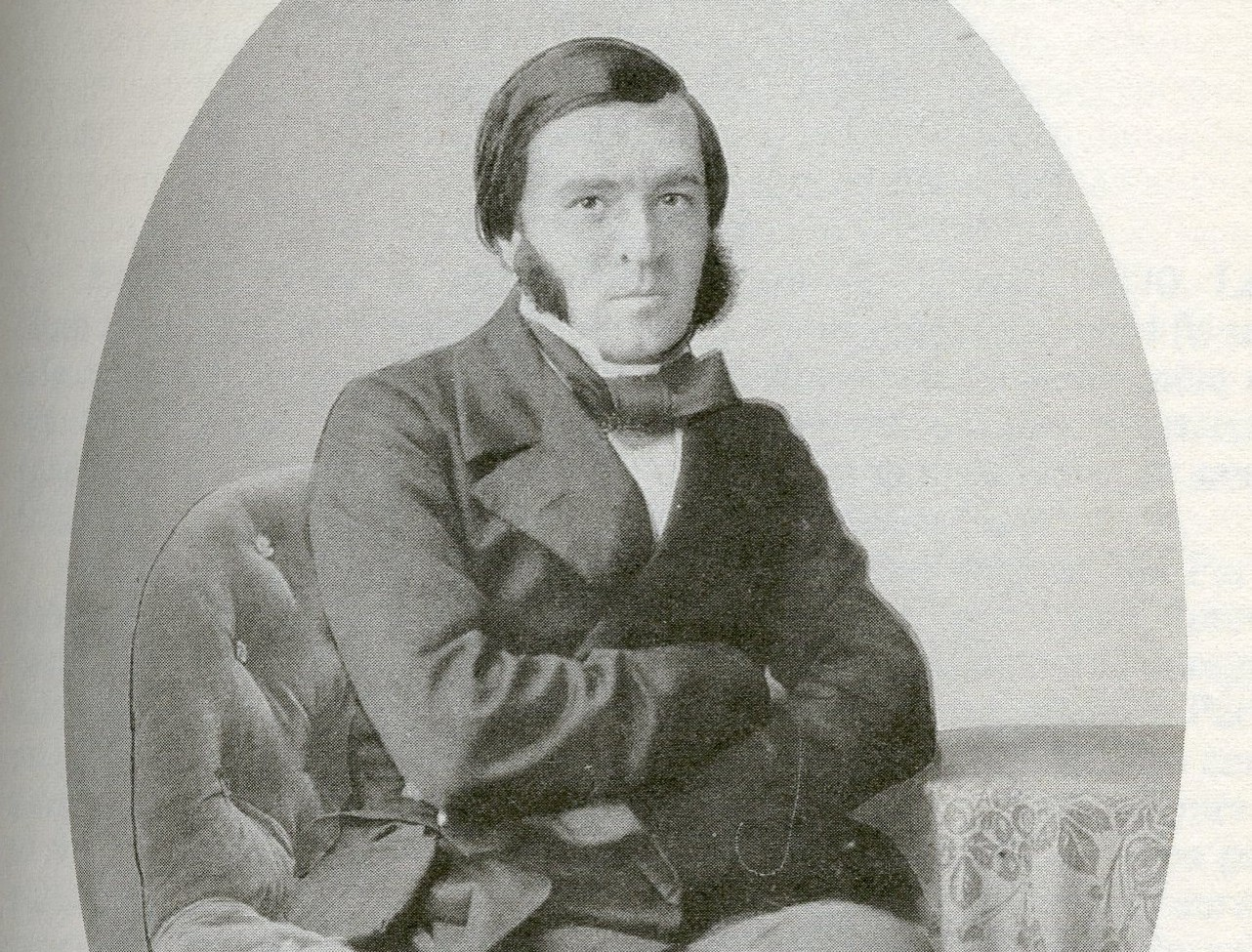
Édouard Hentsch (1829-1892)

Édouard Hentsch, également petit-fils d'Henri Hentsch, reprend pour sa part en 1854 la direction de la banque Mathieu, Hentsch & Cie fondée à Paris. Il s'illustre dans une carrière financière de haut rang, en devenant par la suite président du Comptoir national d'escompte de Paris puis de la Banque de l'Indochine avant de fonder la Banque des Chemins de fer suisses. Il meurt ruiné par le krach du cuivre de 1889 qui met en difficultés le Comptoir national d'escompte de Paris et l'engage à rembourser d'importants montants sur sa fortune personnelle. Loin de ces tumultes, la banque Hentsch & Cie poursuit ses activités à Genève et connaît une transmission familiale sur plusieurs générations. Dans les années 1950, la banque Hentsch & Cie devient pionnière dans la distribution de fonds de placement en Suisse sous la direction de Léonard Hentsch.
En 1837, Jean-François Chaponnière fonde pour sa part à Genève la banque Chaponnière & Cie : celle-ci devient la banque Darier, Chaponnière & Cie en 1876 lorsque Jules Darier-Rey en devient associé, puis devient Darier & Cie en 1880. La banque est spécialisée dans les affaires commerciales et le secteur des transports. Avant de devenir associé de la banque, Jules Darier-Rey cofonde en 1872 la première compagnie d'assurance-vie de Genève avec James Odier, La Genevoise. Tout comme la banque Hentsch & Cie, la banque Darier & Cie connaît une transmission familiale sur plusieurs générations. Un premier projet de fusion entre Hentsch & Cie et Darier & Cie est envisagé en 1971 par la banque Hentsch mais n'aboutit pas. La fusion a finalement lieu le 1er janvier 1991, donnant naissance à la banque Darier, Hentsch & Cie,. Le journal Le Temps affirme alors que « les connaisseurs du dossier parlent davantage d'absorption de Hentsch par Darier que de fusion entre égaux ».

### 1840-1933: collaborations historiques

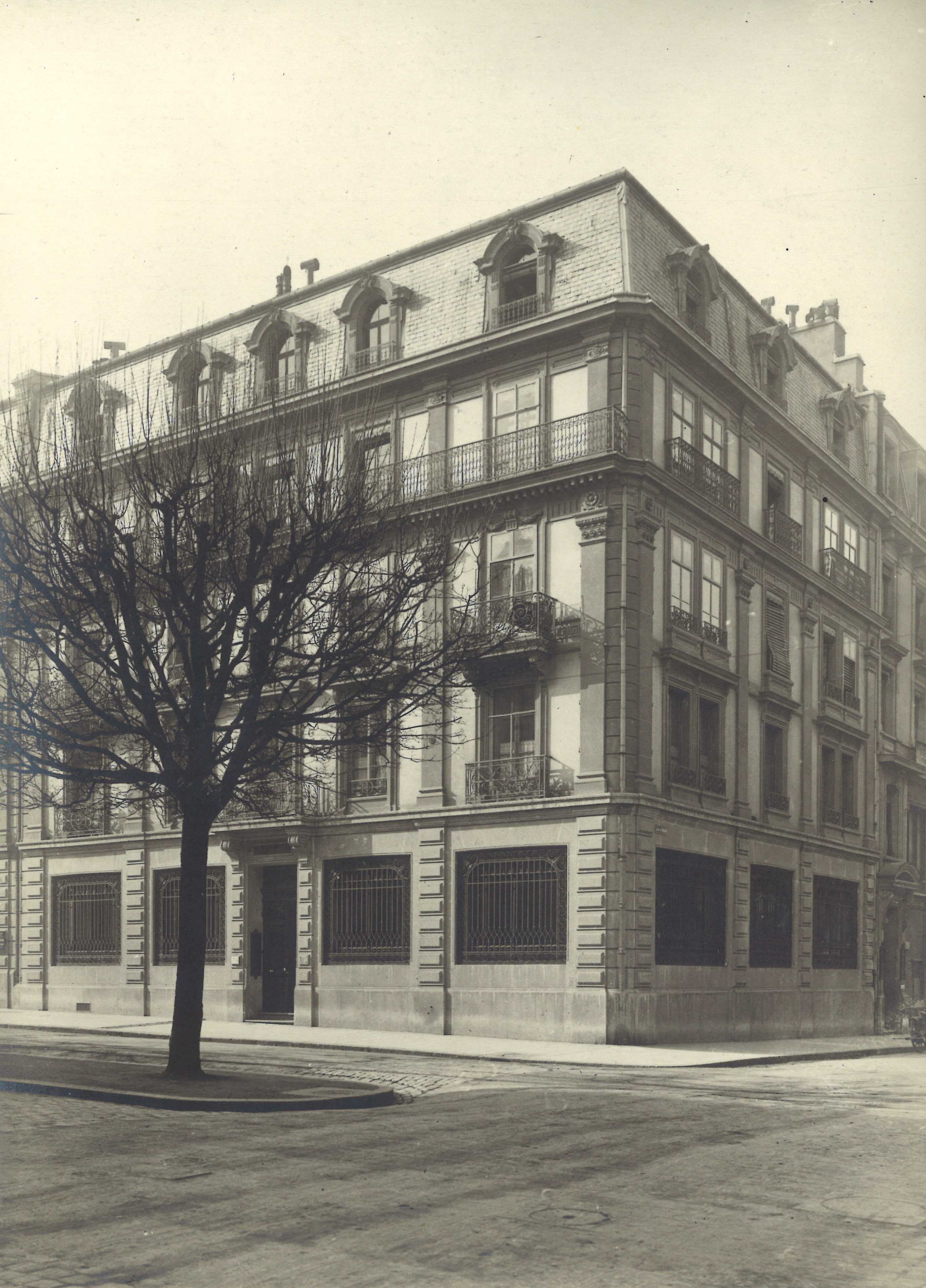
Siège de Lombard Odier au 4 boulevard du Théâtre à Genève (1918)

Au cours de leur existence indépendante, les banques Lombard, Odier & Cie, Hentsch & Cie et Darier & Cie sont amenées à collaborer à plusieurs reprises. En 1840, dans un contexte où la révolution industrielle nécessite des financements de grande ampleur ne pouvant être assurés par un seul établissement financier, les banques Lombard, Odier & Cie, Hentsch & Cie, Candolle Turrettini & Cie et Louis Pictet & Cie s'associent pour former le « Quatuor », qui investit notamment dans les chemins de fer européens, dans les mines de la Loire ou encore dans les emprunts piémontais,.
En 1872, le Quatuor fusionne avec l'Omnium, une autre association de banques privées de Genève créée quant à elle en 1849, regroupant Paccard, Ador & Cie, P.F. Bonna & Cie, ainsi que Ph. Roget & Fils. Ensemble, ces établissements s'associent à la nouvelle Banque de Paris et des Pays-Bas pour créer l'Association Financière de Genève, dont le but est de réunir des capitaux suffisants pour réaliser des opérations financières en Suisse et à l'étranger,. S'ensuit en 1890 la création de l'Union financière de Genève, issue de la fusion de l'Association Financière de Genève et de la Banque Nouvelle des Chemins de Fer. L'Union financière, au capital de 12 millions de francs suisses à sa création, regroupe alors douze banques privées dont Hentsch & Cie, Lombard, Odier & Cie et Darier & Cie, et joue un grand rôle dans le monde de la finance genevois de 1890 à 1933 pour le financement de grands projets d'infrastructures en Europe et aux États-Unis,,. En 1932, les locaux parisiens de la banque Lombard & Odier sont perquisitionnés pour soupçon d'incitation à la fraude fiscale, dans le cadre de l'affaire de la Banque commerciale de Bâle.
Selon l'ouvrage Les Grandes Heures des banquiers suisses (1986), cette collaboration entre banques privées genevoises serait au cœur de leur pérennité : « Le groupe des banques privées genevoises a mieux résisté à la malice des temps que celui des autres villes de Suisse. Ces établissements ont en effet su se grouper à temps pour participer hardiment, par l'intermédiaire de l'Union financière, à des opérations d'émission et de placement d'emprunts de Suisse comme de l'étranger ainsi que pour créer et animer toute une série de sociétés de participations (sociétés holdings, investment trusts, etc) dont les titres animèrent longuement la Bourse de Genève ».

### De 2002 à nos jours
En 2002, la banque Lombard, Odier & Cie fusionne avec Darier, Hentsch & Cie, donnant naissance à la société de personnes Lombard, Odier, Darier, Hentsch & Cie. La fusion permet de constituer l'une des plus importantes banques privées de Suisse, totalisant 20 filiales à l'étranger, 2 000 salariés et 95 milliards d'euros d'actifs sous gestion. La fusion s'accompagne d'un plan de réduction des coûts et des effectifs dans un contexte rendu plus difficile par la chute des marchés actions à la suite de l'éclatement de la bulle Internet.
En 2006, la banque Lombard, Odier, Darier, Hentsch & Cie entre dans le groupe des Hénokiens, association regroupant les entreprises familiales suisses de plus de 200 ans d'histoire. Les descendants des quatre familles historiques, Thierry Lombard, Patrick Odier, Pierre Darier et Christophe Hentsch font partie des associés de la banque jusqu'au départ de Pierre Darier en 2010. L'établissement connaît quelque temps plus tard une simplification de sa raison sociale et devient la Compagnie Lombard, Odier & Cie. Néanmoins, l'établissement continue de faire figurer sur son logo officiel les quatre noms d'origine.
L'établissement change de forme juridique le 1er janvier 2014 et devient une société en commandite par actions, abandonnant son statut de société de personnes qui rendait les associés indéfiniment responsables sur leurs biens personnels. Ce changement de statut se traduit également pour la banque par une obligation de publication de ses comptes semestriels et annuels. Les banques Pictet, Mirabaud et Gonet adoptent simultanément ou peu de temps après le même statut pour répondre à des besoins de transparence, d'exigences réglementaires et de limitation des risques à la suite de la fermeture de la banque privée Wegelin & Co dans le cadre d'un contentieux avec le département de la Justice des États-Unis,,. En perdant son statut de société de personnes, le groupe Lombard Odier se voit obligé de quitter l'Association des banquiers privés suisses (ABPS) qui impose à ses membres de disposer de ce statut.
Le 31 décembre 2014, Thierry Lombard prend sa retraite puis, en avril 2016, son fils Alexis Lombard quitte l'établissement pour rejoindre à Lausanne la banque Landolt & Cie, dont il intègre le comité de direction. Le groupe Lombard Odier, qui n'est plus une société de personnes, peut néanmoins conserver son nom malgré le départ de la famille Lombard. Le 31 décembre 2016, Anne-Marie de Weck, qui avait été nommée associée-gérante de la banque en 2002, prend sa retraite. Quelques mois plus tard, en juillet 2017, la Suédoise Annika Falkengren, ex-directrice générale de Skandinaviska Enskilda Banken (SEB), rejoint les associés de l’établissement jusqu'à son départ fin 2023,. Le groupe Lombard Odier annoncera parallèlement à son arrivée celle de Denis Pittet au rang d'associé-gérant, puis d'Alexandre Meyer pour la remplacer,. 
Au 1er janvier 2024, le groupe comptait six associés-gérants : Hubert Keller, Frédéric Rochat, Denis Pittet, Alexandre Zeller, Jean-Pascal Porcherot et Alexandre Meyer.

## Activités

### Gestion de fortune
L'activité historique du groupe Lombard Odier est la gestion de fortune pour le compte d'une clientèle privée (activité de banque privée). Cette activité recouvre notamment le conseil en gestion de patrimoine, le conseil en investissements financiers, le conseil en fiscalité et la planification patrimoniale. L'activité de gestion de fortune est principalement pilotée à Genève au sein de la banque Lombard, Odier & Cie SA, qui constitue l'une des sociétés détenues par le holding du groupe Lombard Odier. Selon des chiffres communiqués à la première moitié de l'exercice 2023, l'activité de banque privée représentait 193 milliards de francs suisses d'encours sous gestion pour le compte d'une clientèle suisse et internationale.

### Gestion d'actifs
Lombard Odier est également présent dans le domaine de la gestion d'actifs (asset management) à travers plusieurs filiales, dont la principale est constituée de la société de gestion « Lombard Odier Asset Management (Europe) Limited » basée à Londres. Cette dernière exploite la marque « Lombard Odier Investment Managers » (Lombard Odier IM)  sous laquelle le groupe est connu au niveau international dans le domaine de la gestion d'actifs. Cette activité est principalement constituée de la gestion de fonds de placement investis en actions et en obligations, auxquels s'ajoutent des fonds de gestion alternative (stratégies de hedge funds). Ces fonds sont accessibles aussi bien auprès des clients de la banque privée Lombard, Odier & Cie SA qu'à une clientèle internationale d'investisseurs institutionnels et de gestionnaires de fortune extérieurs au groupe Lombard Odier. La société est particulièrement active sur le segment de l'investissement socialement responsable, en proposant notamment une gamme de fonds d'impact investing. Depuis 2015, la société de gestion Lombard Odier IM est également active sur le segment des ETF à la suite de son association avec ETF Securities. Les premiers ETF de Lombard Odier ont été lancés en avril 2015 pour répliquer la performance de certains indices du marché obligataire (obligations souveraines, obligations d'entreprises et obligations des pays émergents),,. En 2018, Lombard Odier IM a été l'une des premières sociétés de gestion à passer par un processus de règlement-livraison géré sur une blockchain privée pour l'achat de titres sur le marché obligataire. Courant 2022 la banque gérait 63 milliards de francs suisses au sein de ses filiales de gestion d'actifs.

### Services informatiques bancaires
Depuis 2014, le groupe Lombard Odier propose également à d'autres établissements bancaires des services informatiques de back- et middle-office à travers un outil global baptisé « G2 ». Cet outil permet notamment à ses utilisateurs de réaliser la gestion de leur base de clientèle et d'acheter et vendre des titres sur le marché. Initialement proposé à six institutions externes, « G2 » s'adressait en 2017 à une douzaine de banques clientes. L'activité de services informatiques bancaires est pilotée depuis 2016 au sein d'une société à part entière, possédée par le holding du groupe Lombard Odier. La banque Lombard, Odier & Cie SA est elle-même cliente de la structure au même titre que les établissements externes qu'elle permet d'équiper. Courant 2022, cette branche du groupe Lombard Odier gérait 58 milliards de francs suisses pour le compte de clients tiers.

### Philanthropie
Le groupe Lombard Odier est également actif dans le domaine de la philanthropie via deux fondations distinctes : d'une part la Fondation Lombard Odier, fondation d’entreprise alimentée par les donations du groupe Lombard Odier, et d'autre part la Fondation Philanthropia, destinée aux donations des clients de la banque privée.
La Fondation Lombard Odier distribue entre 1 et 1,5 million de francs suisses par an pour soutenir principalement des projets dans les domaines de l’éducation et de l’humanitaire. La fondation a également soutenu depuis sa création le développement du fonds Kick, dont le but est de soutenir de jeunes entreprises innovantes en leur apportant des fonds propres utiles à leur démarrage. Depuis 2016, la fondation est présidée par Patrick Odier.
La fondation Philanthropia, créée en 2008, permet aux clients de la banque de faire des donations pour des activités philanthropiques dans cinq principaux domaines : « humanitaire et social », « éducation et formation », « recherche médicale et scientifique », « environnement et développement durable », « art et culture »,. À l'occasion de ses 10 ans en 2018, la fondation annonce avoir reçu des dons de 116 millions de francs suisses depuis sa création, et avoir distribué 59 millions de francs suisses auprès d'une centaine d'organismes, dont 15 millions auprès d'organismes de recherche et de lutte contre le cancer. Depuis 2016, la fondation Philanthropia est présidée par Denis Pittet.
L'engagement de l'établissement dans les activités philanthropiques et humanitaires apparaît très tôt dans l'histoire de la banque Lombard, Odier & Cie. Alexandre Lombard, en son temps, participe notamment au comité de soutien visant à réunir des fonds pour aider les blessés de la campagne d'Italie en répondant à l'appel de Henry Dunant, initiative qui se traduira en 1863 par la création de la Croix-Rouge. Son fils Alexis Lombard a pour sa part été membre durant 38 ans de la commission administrative de l'Hospice général de Genève, assurant onze fois la présidence de l'institution entre 1876 et 1900. En 1910 et en 1918, les banques Lombard, Odier & Cie et Hentsch & Cie sont également parmi les premières entreprises suisses à assurer la retraite de leurs salariés via la mise en place de caisses de prévoyance, qui seront absorbées en 1947 par l'assurance-vieillesse suisse alors nouvellement créée.

## Filiales et présence internationale

### Suisse
Le siège social du groupe Lombard Odier est situé à Genève depuis la création de la banque Hentsch & Cie en 1796. L'emplacement du siège a néanmoins évolué au fil des siècles. En 1827, la banque Hentsch & Cie s'installe rue de la Corraterie dans la Maison Gallatin, construite en 1708, qui reste actuellement la plus ancienne partie du siège du groupe Lombard Odier à Genève. Quelques décennies plus tard, en 1858, Lombard, Odier & Cie emménage également dans la rue de la Corraterie, au numéro 11. Entre 1921 et 1924, les bâtiments des banques Hentsch & Cie et Lombard, Odier & Cie situés rue de la Corraterie sont reconstruits pour disposer de plusieurs étages supplémentaires. En 1957, Lombard, Odier & Cie acquiert le bâtiment voisin du sien au 9 rue de la Corraterie : avant d'être occupé par les équipes de la banque, le bâtiment est entièrement reconstruit selon les plans de l'architecte Antoine de Saussure. En 1990, les services administratifs de Lombard, Odier & Cie sont regroupés dans un immeuble situé à Lancy. En 1994, Lombard, Odier & Cie rachète les immeubles du 18 et 22 rue de la Corraterie situés en face de ses locaux, appartenant précédemment à une société immobilière. La même année, Hentsch & Cie, après avoir fusionné ses équipes avec celles de Darier & Cie, met en vente le bâtiment voisin de celui de Lombard, Odier & Cie. Cette dernière l'acquiert et réalise des aménagements jusqu'en 1997 pour unir ses bâtiments. Pour 2024, Lombard Odier projette de construire un nouveau siège social situé à Bellevue, dans le canton de Genève, le bâtiment étant conçu par le cabinet d'architectes Herzog & de Meuron. Le bâtiment permettra de regrouper l'ensemble des équipes de la banque, jusqu'alors dispersées sur cinq sites différents dans la ville de Genève. Une partie du siège historique de la rue de la Corraterie, la Maison Gallatin, sera conservée, rénovée et destinée à l'organisation d'événements.
Le groupe Lombard Odier possède également plusieurs filiales et bureaux de représentation en Suisse. La banque est notamment présente à Lausanne depuis 1882, à Vevey et Zurich depuis 1989 et à Fribourg depuis 2008,.

### Europe
Le groupe Lombard Odier possède plusieurs filiales européennes qui ont été juridiquement regroupées en 2013 au sein d'une seule branche ouverte au Luxembourg en 2011. L'ensemble des filiales de Lombard Odier en Europe sont ainsi considérées sur le plan juridique et fiscal comme des filiales de sa banque luxembourgeoise.
Au Royaume-Uni, le groupe Lombard Odier possède une filiale à Londres depuis 1973 qui regroupe de nos jours les activités de gestion d'actifs du groupe. La filiale londonienne était historiquement spécialisée dans les activités de gestion institutionnelle de Lombard, Odier & Cie et portait alors la raison sociale « Lombard, Odier International Portfolio Management Ltd » (LOIPM). Cette société gérait notamment les portefeuilles d'investisseurs institutionnels des États-Unis et du Moyen-Orient. Toujours sous la juridiction britannique, le groupe est également présent à Gibraltar depuis 1987.
En France, Lombard Odier est implanté à Paris depuis 2001 avec l'ouverture de la structure Lombard Odier Gestion, devenue LODH Gestion l'année suivante avec la fusion de Lombard, Odier & Cie avec Darier, Hentsch & Cie,. Le but de la filiale est alors de se développer auprès de la clientèle française institutionnelle et de promouvoir la distribution des fonds de placement de la marque Lombard Odier. En 2004, la filiale française obtient un mandat de gestion du Fonds de réserve pour les retraites, puis s'associe avec ADI pour lancer en France la société GéA, spécialisée en multigestion alternative. Le partenariat s'arrête en octobre 2008 et Lombard Odier lance alors en France sa propre expertise en gestion alternative, complémentaire à ses expertises sur l'investissement obligataire, l'allocation d'actifs et l'investissement socialement responsable,,.
Le groupe Lombard Odier est également présent en Europe à Bruxelles depuis 2004, Madrid et Francfort depuis 2007, et Milan depuis 2016,. Le groupe Lombard Odier possède également une filiale aux Pays-Bas.

### Amériques
Le groupe Lombard Odier est présent en Amérique du Nord depuis 1951, date à laquelle Lombard, Odier & Cie a ouvert son premier bureau étranger à Montréal (Canada). Cette filiale, créée initialement sous le nom « Secfin Company Ltd », porte désormais le nom « Lombard Odier Securities (Canada) Inc. ». Aux États-Unis, le groupe est présent depuis 1972, date à laquelle Lombard, Odier & Cie a lancé une filiale dénommée « Lombard, Odier Inc. », devenue de nos jours « Lombard Odier Asset Management (USA) Corp. ». Lors de son lancement, « Lombard, Odier Inc. » avait pour unique but de transmettre à Genève des informations sur la cote américaine. Le groupe Lombard Odier est également présent à Nassau (Bahamas) depuis 1979 et aux Bermudes depuis 1992. En Amérique du Sud, le groupe est présent à Panama depuis 2013.

### Asie, Moyen-Orient et Afrique
En Asie, Lombard Odier est présent à Hong Kong depuis 1987, à Tokyo depuis 1992 et à Singapour depuis 2017. Le groupe dispose également depuis 2014 d'un accord de coopération avec l'Industrial Bank en Chine. Le groupe dispose enfin de bureaux aux Émirats arabes unis (Dubai et Abou Dabi), ainsi qu'à Tel-Aviv (Israël) et à Johannesbourg (Afrique du Sud) depuis 2017.

## Controverses
En décembre 2013, Lombard Odier s'engage dans le programme volontaire de négociations ouvert par le département de la Justice des États-Unis pour régulariser les cas d'évasion fiscale de contribuables américains au sein de sa clientèle. Le 31 décembre 2015, la banque Lombard Odier annonce avoir trouvé un accord avec la Justice américaine, consistant en un versement de 99,8 millions de dollars pour clore les litiges liés aux questions d'évasion fiscale.
En décembre 2016, le ministère public de la Confédération ouvre une enquête pénale concernant la banque privée Lombard, Odier & Cie en raison de soupçons de blanchiment d'argent dans l'entourage de la fille de l'ancien président ouzbek, Gulnora Karimova : la banque n'aurait pas pris « toutes les mesures d'organisation raisonnables et nécessaires », comme l'y oblige le code pénal suisse. La banque indique toutefois avoir signalé les faits aux autorités.

## Dans la culture
En 1865, Jules Verne cite la banque Lombard, Odier & Cie dans son roman De la Terre à la Lune. La banque participe dans ce roman au financement de l'expédition scientifique : « Les souscriptions furent ouvertes dans les principales villes de l’Union pour se centraliser à la banque de Baltimore, 9, Baltimore street ; puis on souscrivit dans les différents États des deux continents : [...] À Berlin, chez Mendelssohn ; À Genève, chez Lombard, Odier et Cie ; À Constantinople, à la Banque ottomane ; [...] ».